# 卜式
卜 式（ぼく しょく、生没年不詳）は、前漢の人。河南郡の人。御史大夫に至った。弟は卜奇。

## 略歴
武帝の頃の人で、農業畜産を仕事としていた。卜奇が成長すると羊百頭余りだけを連れて田宅や他の財産は全て卜奇に与えて家を出た。山で牧畜をし、十数年後には羊は千余頭にまでなり、田宅を買った。卜奇は破産していたので、卜式はまた卜奇に財産を分けてやった。
その頃、漢は匈奴と戦っていた。卜式は家財の半分を辺境に輸送して匈奴との戦いに使うように願った。武帝は使者を遣わして卜式に「官を得たいのか？」と尋ねさせた。卜式は「若い頃から羊を飼っており官の仕事は知りませんので官は願いません」と答えた。使者が「家に冤罪があるのでどうにかしたいのか？」と聞くと、「私は人と争わず、貧者がいれば助け、悪者がいれば教え導き、どこでも人々は私に従っています。冤罪などございません」と答えた。使者が「では何がしたいのか」と尋ねると、「私が思いますに、賢者は節のために死に、富者は財を提供するようにすれば匈奴を滅ぼすことができるでしょう」と答えた。武帝はそれを聞いてそのことを丞相公孫弘に語った。公孫弘は「これは人の感情ではありません。人に従わない臣下というのは法を乱します。陛下はお認めになるべきではありません」と答えた。武帝は卜式の願いに応えず数年放置し、卜式は帰って家業に戻った。
一年余り後の元狩2年（紀元前121年）、匈奴の渾邪王らが降伏したことや貧民移住に多額の経費を要して国庫は空になった。卜式は銭20万を河南太守に献じて貧民移住の費用に当てさせた。河南太守がこのことを報告し、武帝はかつて家財を寄付した人物だと知った。武帝は400人分の徭役免除の権利を与えたが、卜式はそれも献上した。この時、富豪は皆争って自分の財産を隠しており、卜式だけが国の経費を助けようとしていたので、武帝は彼を中郎にし、左庶長の爵位と田十頃を与え、天下に布告して模範とした。
卜式は中郎を願わなかったが武帝は「上林の羊を飼育させたいのだ」と言った。卜式が飼育した羊は増え、卜式は「羊ばかりではなく、民も同じです。時期を適切にし、悪い者はすぐ取り去り、群れ全体に影響しないようにすればいいのです」と述べた。武帝は彼を県令とし、成績が良かったので斉王の太傅とした。
元鼎5年（紀元前112年）に、南越を討つ際に卜式は自ら従軍を願った。武帝は彼を顕彰し関内侯の爵位を与えて天下に布告した。列侯は百人以上いたが誰も従軍を申し出なかったため、その後酎金の事件が起こった。
元鼎6年（紀元前111年）、卜式が石慶に代わり御史大夫となった。卜式は郡国で塩鉄の専売制や船に税を課したことに苦しんでいるので廃止するべきだと述べて武帝の不興を買い、元封元年（紀元前110年）、封禅を控えて学の無い卜式を更迭して太子太傅に左遷し、儒者の児寛を御史大夫にした。
卜式はその後寿命で死んだ。